# Katie Chapman
Katie Sarah Chapman (* 15. Juni 1982 in London) ist eine englische Fußballspielerin. Die Mittelfeldspielerin steht beim Chelsea LFC unter Vertrag und spielt für die englische Nationalmannschaft. 
Chapman begann ihre Karriere mit zehn Jahren bei den Millwall Lionesses. Als 15-Jährige schaffte sie den Sprung in die erste Mannschaft und gewann den Pokal- und Ligapokalwettbewerb. Zwischen den Jahren 2000 und 2004 spielte Chapman für den Fulham LFC und gewann 2003 die Meisterschaft sowie in den Jahren 2002 und 2003 den Pokal und Ligapokal. 2004 wechselte sie zu Charlton Athletic, mit dem sie 2005 erneut Pokalsiegerin und 2006 Ligapokalsiegerin wurde. Seit 2006 spielt Chapman für Arsenal. Mit Arsenal gewann sie drei Meisterschaften und Pokalsiege in Folge sowie 2007 und 2009 den Ligapokal. Ihr größter Erfolg als Vereinsspielerin war Arsenals Sieg im UEFA Women’s Cup 2007.
Im Januar 2014 wechselte sie zum Ligakonkurrenten FC Chelsea.
Im Mai 2000 debütierte Chapman bei einem Spiel gegen die Schweiz in der englischen Nationalmannschaft. Sie nahm an den Europameisterschaften 2001, 2005 und 2009 sowie an der Weltmeisterschaft 2007 teil.  Nach viereinhalb Jahren Länderspielpause machte sie am 6. März 2015 beim Zypern-Cup 2015, den England zum dritten Mal gewann, ihr 83. Spiel. Sie wurden dann auch für englischen Kader bei der WM in Kanada nominiert. In den Gruppenspielen wurde sie zunächst nur im Auftaktspiel gegen Frankreich eingesetzt, dann aber in allen Spielen der K.-o.-Runde. Mit ihrer Mannschaft gelang ihr im Spiel um Platz 3 erstmals ein Sieg gegen Deutschland, womit England erstmals nach dem WM-Sieg der Männer 1966 wieder eine WM-Medaille gewann.